# Philotelma strandi
Philotelma strandi är en tvåvingeart som beskrevs av Oswald Duda 1942. Philotelma strandi ingår i släktet Philotelma, och familjen vattenflugor. Arten har ej påträffats i Sverige.